# Longitarsus violentoides
Longitarsus violentoides es una especie de insecto coleóptero de la familia Chrysomelidae. Fue descrita científicamente en 2000 por Konstantinov in Konstantinov & Lopatin.